# Erik af Klint (1901–1981)
Erik Viktor Philip Gustafsson af Klint, född den 12 mars 1901 i Skeppsholmens församling, död den 26 december 1981 i Drottningholm i Lovö församling, var en svensk sjöofficer och viceamiral. Han var son till konteramiral Gustaf af Klint och brorson till konstnären Hilma af Klint. Som arvtagare till hennes verk grundade han Stiftelsen Hilma af Klints Verk.

## Biografi
År 1923 tog af Klint examen vid Kungliga Sjökrigsskolan och utnämndes i samband därmed till fänrik. af Klint var bland annat fartygschef på HMS Oscar II (1945–1946), HMS Drottning Victoria (1946–1947) och HMS Tre Kronor (1947–1948). Han var chef för Kustflottan 1953–1957 och för Ostkusten marinkommando 1957–1966. af Klint var ledamot av Kungliga Krigsvetenskapsakademien och ordförande för Sjöofficerssällskapet i Stockholm (1957–1966).  Efter pension 1967 tjänstgjorde af Klint som kabinettskammarherre under kung Gustaf VI Adolf fram till dennes bortgång 1973.
År 1934 gifte han sig med Ulla Wibom (1912–2007), dotter till kommendörkapten Ivar Wibom. Tillsammans fick de tre barn. Erik af Klint var brorson till konstnären Hilma af Klint och ärvde hennes verk vid hennes bortgång 1944. Han grundade då Stiftelsen Hilma af Klints Verk som fortfarande äger och förvaltar Hilma af Klints tavlor. Han är begravd på Galärvarvskyrkogården i Stockholm.

## Utmärkelser

### Svenska utmärkelser
- Konung Gustaf V:s jubileumsminnestecken med anledning av 90-årsdagen, 1948.[8]
- Kommendör med stora korset av Svärdsorden, 4 juni 1960.[9]
- Kommendör av första klassen av Svärdsorden, 5 juni 1954.[10]
- Kommendör av Svärdsorden, 6 juni 1953.[11]
- Riddare av Svärdsorden, 1943.[12]
- Riddare av Vasaorden, 1938.[13]

### Utländska utmärkelser
- Kommendör av första graden av Danska Dannebrogorden, senast 1955.[14]
- Kommendör av andra graden av Danska Dannebrogorden, senast 1950.[8]
- Kung Kristian X:s frihetsmedalj, senast 1962.[15]
- Tredje klassen med svärd av Finska Frihetskorsets orden, senast 1947.[16]
- Kommendör av Franska Hederslegionen, senast 1962.[15]
- Storkorset av Isländska falkorden, 5 maj 1971.[17]
- Storkorset av Nederländska Oranienhusorden, senast 1962.[15]
- Storkorset av Norska Sankt Olavs orden, 1 juli 1972.[18]
- Riddare av första klassen av Norska Sankt Olavs orden, senast 1942.[19]